# Lijst van burgemeesters van Kantens
Dit is een lijst van burgemeesters van de voormalige Nederlandse gemeente Kantens in de provincie Groningen. Per 1 januari 1990 gingen de gemeenten Kantens, Usquert en Warffum op in de gemeente Hefshuizen.
| Ambtsperiode | Naam burgemeester            | Leven     | Partij of stroming | Bijzonderheden                                                                                                  |
| ------------ | ---------------------------- | --------- | ------------------ | --- |
| 1811 - 1819  | Aldert Sebes Sluis           | 1756-1826 |                    | In 1811 maire en in 1814 schout.                                                                                |
| 1819 - 1859  | François Plaat               | 1788-1859 |                    | tevens burgemeester van Middelstum en van Usquert, ovl. 6 februari 1859                                         |
| 1859 - 1899  | Jan Witkop van Roijen        | 1831-1910 |                    | was burgemeester van Adorp, tot 1907 tevens burgemeester van Middelstum.                                        |
| 1899 - 1918  | Popko Venhuis                | 1848-1934 | Liberaal           | sinds 1881 raadslid en sinds 1896 wethouder van Kantens; beroep: landbouwer.                                    |
| 1918 - 1926  | Jacob Hessel Dethmers        | 1873-1930 | Liberaal           | van 1909 tot 1917 lid van provinciale staten van Groningen; beroep: landbouwer en steenfabrikant.               |
| 1926 - 1927  | Harm Smedema                 | 1876-1927 | Vrijzinnig         | beroep: landbouwer; ovl. 4 juli 1927                                                                            |
| 1927 - 1943  | Jan Remge Doornbos Clevering | 1878-1947 | Vrijzinnig         | beroep: landbouwer.                                                                                             |
| 1943 - 1945  | Jan de Graaf                 | 1910-1980 | NSB                | tot begin 1944 waarnemend burgemeester, tevens tijdens deel van deze periode waarnemend burgemeester Middelstum |
| 1945 - 1968  | R.A.W. Cleveringa            | 1903-1975 |                    | |
| 1968 - 1975  | Cor Bernard                  | 1934-2021 | PvdA               | vanaf 1971 ook burgemeester van Usquert, werd burgemeester van Schoorl.                                         |
| 1976 - 1988  | Jan Kruize                   | *1936     | PvdA               | tevens burgemeester van Usquert.                                                                                |
| 1988 - 1990  | P.J. Hummelen                | 1930-2020 | PvdA               | waarnemend burgemeester, tevens van Usquert.                                                                    |